# Rhenium(V)-bromid
Rhenium(V)-bromid ist eine anorganische Verbindung des Rheniums und des Broms.

## Herstellung
Rhenium(V)-bromid kann durch Reaktion von Rheniumhexafluorid mit Bortribromid gewonnen werden.

## Eigenschaften
Rhenium(V)-bromid wird leicht hydrolysiert. Unter Stickstoff oder im Vakuum zersetzt es sich ab etwa 105 °C, schneller ab 125 °C, zu Rhenium(III)-bromid und elementarem Brom, ohne zu schmelzen. Unter einer Brom-Atmosphäre kann es sublimiert werden. Es hat magnetische Eigenschaften, wobei die magnetische Suszeptibilität nicht dem Curie-Weiss-Gesetz folgt.